# Михайлівка (пункт пропуску)
48°16′24″ пн. ш. 28°05′40″ сх. д. / 48.27333° пн. ш. 28.09444° сх. д.
Миха́йлівка — пункт пропуску через Державний кордон України на кордоні з Молдовою.
Розташований у Вінницькій області, Ямпільський район, поблизу однойменного села на автошляху місцевого значення. Із молдавського боку через Дністер розташований пункт пропуску «Кременчуг», Сороцький район.
Вид пункту пропуску — річковий. Статус пункту пропуску — місцевий, діє у світлий час доби.
Характер перевезень — пасажирський.